# 775 v.Chr.
Het jaar 775 v.Chr. is een jaartal volgens de christelijke jaartelling.

## Gebeurtenissen

### Italië
- Kolonisten van het Griekse eiland Euboea stichten een handelsnederzetting op het eiland Ischia in de baai van Napels. De Grieken vestigen zich hoe langer hoe meer op de kusten van de westelijke Middellandse Zee.

### Griekenland
- Rond deze tijd schrijft de Griekse dichter Homeros de heldendichten Ilias. Het gaat over de Griekse strijd waar met de hulp van een houten paard, de stad Troje veroverd wordt. Een ander werk van Homeros, is de Odyssee. Dit werk beschrijft de terugkeer van koning Odysseus na de Trojaanse Oorlog. Beide werken zijn de oudst bewaarde van de Griekse literatuur.